# Памятник Платову (Семикаракорск)
Памятник Платову — памятник атаману Донского казачьего войска, генералу от кавалерии, который принимал участие во всех войнах Российской империи конца XVIII — начала XIX века Матвею Ивановичу Платову (1753—1818) в городе Семикаракорске Ростовской области. Открыт в 2010 году.

## История
Матвей Иванович Платов родился в столице донского казачества Черкасске (ныне станица Старочеркасская).
Герой Донского казачества, он 47 лет жизни посвятил боям и сражениям. М. Платов — участник русско-турецких войн, сподвижник Александра Васильевичв Суворова. Принимал участие во взятии Очакова и Измаила, герой Отечественной войны 1812 года, войсковой атаман Донского казачьего войска. В заграничных походах русской армии Платов командовал казачьим корпусом. Под его началом казаки одерживали победы над французскими, турецкими и татарскими войсками.
В 2010 году в городе Семикаракорске Ростовской области в память об атамане и его заслугах был открыт памятник. Инициаторами создания памятника был председатель местного отделения партии «Справедливая Россия» и объединение офицеров запаса «Мегапир».
Памятник сооружен на средства потомственных казаков, фермеров и предпринимателей городов Семикаракорска, Новочеркасска, Волгодонска, Таллина и др.
Автор памятника — ростовский скульптор Владимир Галикович Беляков.

## Описание
Памятник М. М. Платову установлен на невысоком постаменте, который, в свою очередь стоит на горке камней. Бронзовая скульптура М. Платова выполнена в полный рост. Атаман стоит в гусарском мундире, подбоченясь левой рукой. На постаменте закреплена табличка с описанием памятника.
Территория вокруг памятника благоустроена.